# Josef Jungwirth
Josef Jungwirth (* 19. Februar 1869 in Wien; † 27. April 1950 in Södertörns Villastad bei Stockholm) war ein österreichischer Maler und Professor an der Akademie der bildenden Künste in Wien.

## Leben
Josef Jungwirth war Sohn eines Baupoliers und einer Heimarbeiterin. Es wurde ihm ermöglicht, bei den Meistern Josef Zeithammel und Wurm eine Lehre als Porzellanmaler zu absolvieren. Ab 1888 studierte er an der Akademie der bildenden Künste in Wien. Seine Lehrer waren August Eisenmenger, Siegmund L’Allemand und Kasimir Pochwalski.
Weiterbildungen erfolgten auch zuvor in der Zeichenschule Joseph Eugen Hörwarter in Wien und nach der Akademie bei Heinrich Knirr in München. Seine Akademielehrer empfahlen ihn dem Thronfolger Erzherzog Franz Ferdinand, als dessen Begleiter er 1901 eine Studienreise nach Dalmatien unternahm. Schon 1900 hatte er Italien bereist.
Ab 1902 war er Mitglied des Wiener Künstlerhauses, und in der Folge auch Angehöriger der Künstlervereinigung „Alte Welt“. 1905 wurde ihm der von Kaiser Franz Josef gestiftete Kaiserpreis im Betrage von 400 Dukaten zuteil. 1905 wurde auch das 1902 fertiggestellte Bild Junges Volk von Kaiser Franz Josef angekauft, was die weitere Auftragslage für ein entsprechendes Auskommen begünstigte.
1906 beendete er seine Tätigkeiten in der Künstlerkolonie Berg bei Böheimkirchen in Niederösterreich, wo er von 1903 bis 1905 gelebt hatte, und siedelte nach Wien um. Ab 1910 lehrte er an der Akademie der bildenden Künste, 1921 bis 1934 führte er die Meisterschule. Von 1929 bis 1931 war er Rektor der Akademie und 1934, anlässlich seiner Ruhestandsversetzung mit 65 Jahren, deren Ehrenmitglied. Anlässlich seines 75. Geburtstages wurde ihm 1944 die Goethe-Medaille verliehen. Ebenso ehrte ihn der Völkische Beobachter anlässlich seines Geburtstages mit einem Artikel und verwies auf eine Ausstellung im Jahre 1938 im Münchener Haus der Deutschen Kunst sowie eine laufende Ausstellung im Künstlerhaus Wien.
1946, mit 77 Jahren, übersiedelte er zu seinen Kindern nach Stockholm, wo er 1950 im zweiundachtzigsten Lebensjahr in Södertörns Villastad verstarb. Zuletzt arbeitete er an seinen Memoiren, die jedoch unveröffentlicht blieben.

## Werke (Auszug)
- 1902: Junges Volk
- 1905: Heimatlied
- Stadt und Land bekränzen das Wappen Niederösterreichs
- 1907: Primavera
- 1909: Eine Sitzung des niederösterreichischen Landtages 1908 (ein 6 m breites Gemälde mit 120 lebensgroß porträtierten Personen)
- 1914: Der Überfall von Hochkirch, für die Wiener Hofburg
- 1930: Ansicht von Stockholm
- Zahllose Porträts: u. a. von Erzherzog Franz Ferdinand, Erzherzog Otto, Karl Lueger

Der dem Impressionismus verpflichtete Stillleben- und Landschaftsmaler war auch ein anerkannter Portraitmaler. Für seine Genre- und Historienbilder wurde er mehrfach ausgezeichnet.

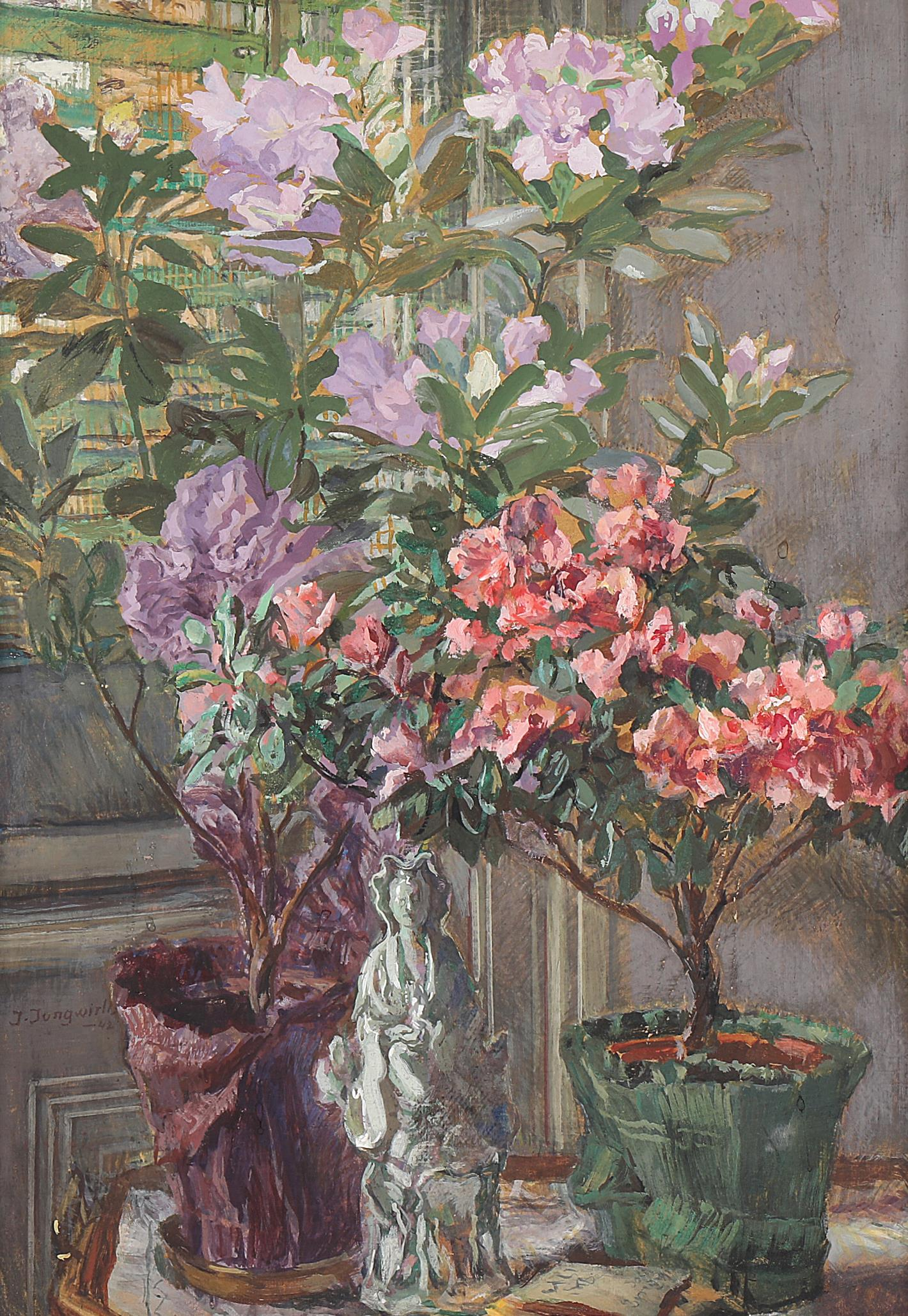
Oleander und Azaleen, 1942
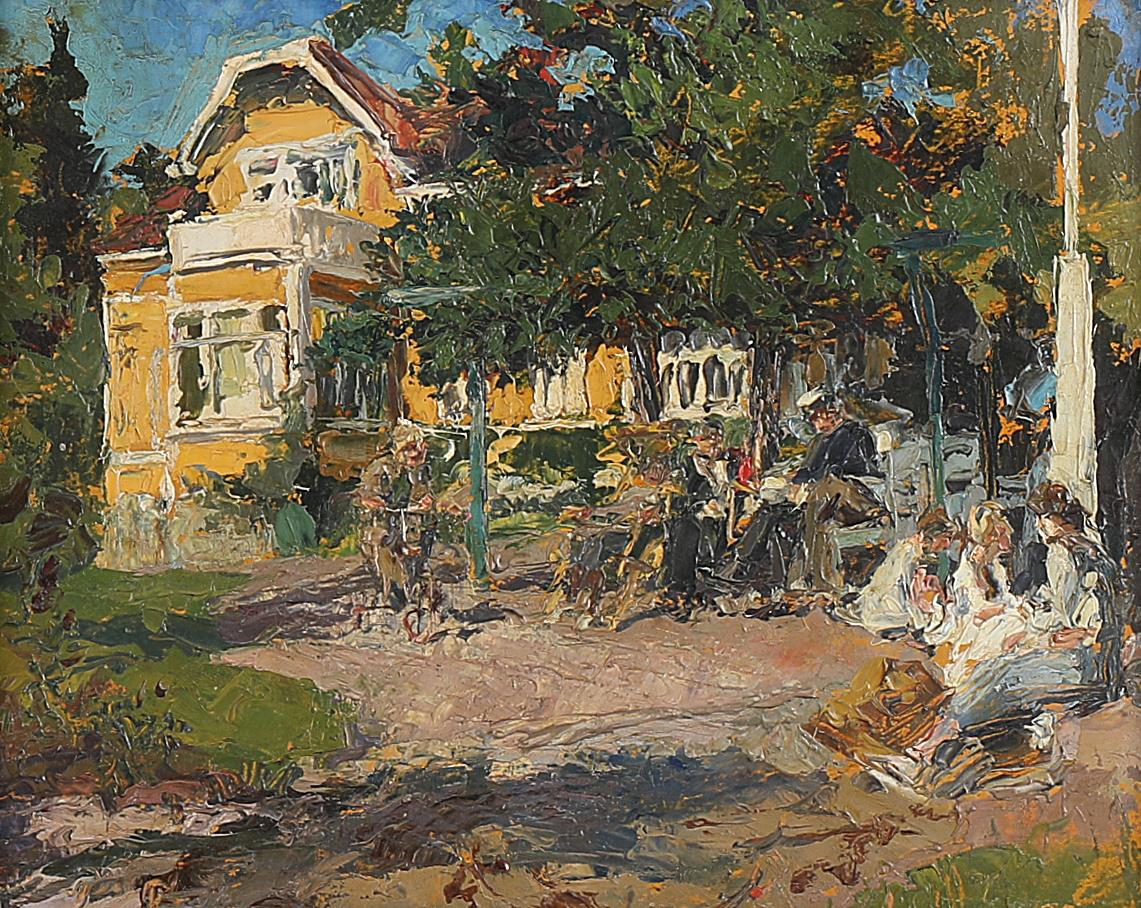
Villa Vårbacka, 1933
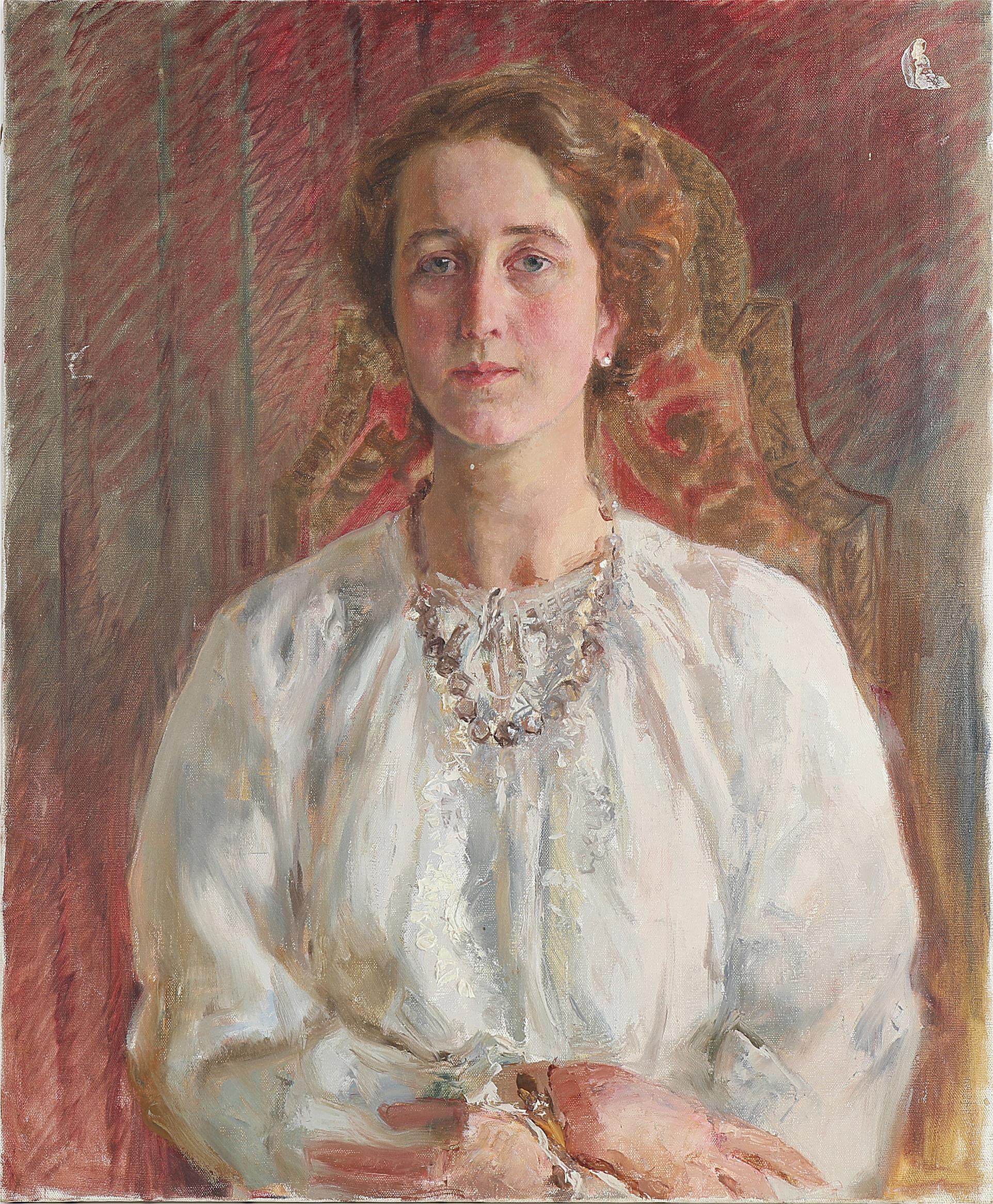
Dame mit Perlenkette und Ohrring, vor 1950
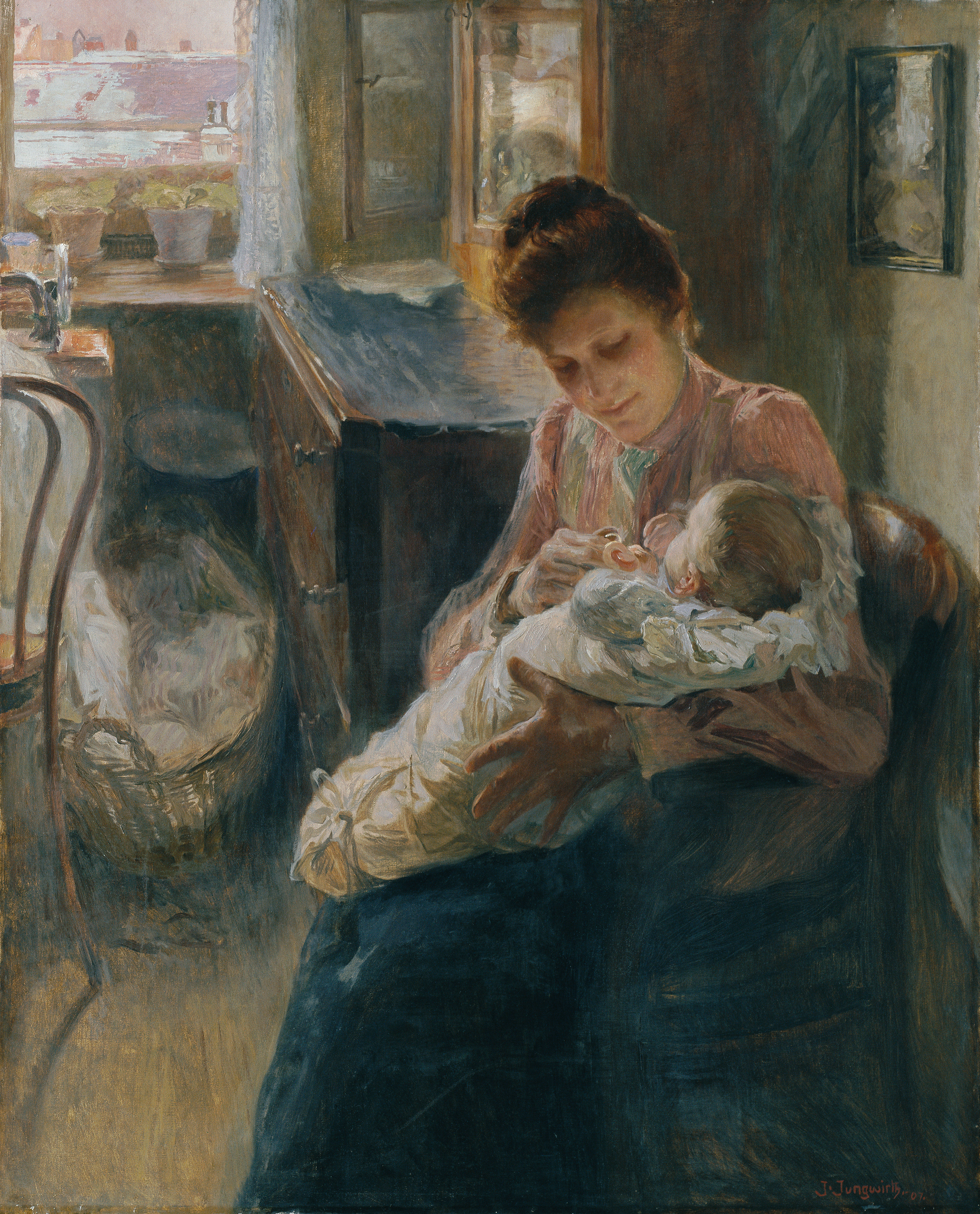
Junge Mutter, 1907

## Auszeichnungen und Preise
- Rompreis Prix de Rome
- 1905: Kleine goldene Staatsmedaille
- 1905: Kaiserpreis
- Große goldene Medaille St. Petersburg
- Erzherzog Karl-Ludwig-Medaille
- 1909: Große goldene Staatsmedaille
- 1943: Großes Ehrenzeichen für Verdienste
- 1944: Goethe-Medaille für Kunst und Wissenschaft